# 旅顺口海战
旅顺口海战（日语：／）主要是指1904年2月8-9日间，即日俄战争开战初期，大日本帝国海军主力对俄羅斯帝國海軍驻扎在旅顺口的太平洋舰队旅顺分舰队突然发动的夜间鱼雷袭击，以及随之而来的日间水面战斗。有时候也包括了随后数个月内的一连串封锁与反封锁的海上战斗。
在1904年2月8至9日间的战斗，以及随后的一系列战斗，日俄双方都未能取得决定性的胜利，双方舰队依然存在，没有遭到太大的损失。但是战略上而言，日本虽未能一举消灭太平洋舰队旅顺分舰队，但是依然成功地将其封锁在旅顺港（俄方称亚瑟港）内，使得日本可以基本不受阻碍地往朝鲜半岛等地区运送增援的军队及物资。然而俄国舰队主力持续存在，导致日本联合舰队主力长期滞留在旅顺港外，使得护航兵力不足，让俄国太平洋舰队符拉迪沃斯托克（中文旧称海参崴）分舰队多次有机会进行海上破袭作战。
旅顺口海战是继甲午战争豐島海戰之后，日本第二次不宣而战。多年以后日本继续运用这一策略袭击珍珠港，从而引发了第二次世界大战太平洋战争。

## 背景

### 日本的准备
1904年（明治37年）1月6日，联合舰队完成战备集结，进驻佐世保港，联合舰队司令长官東鄉平八郎海军中将即收到了海军密令，要求一旦知悉日俄断交即自行出动。2月4日，日本方面在御前会议中作出了开战的决定，准备在2月6日开始发动作战。2月5日下午，東鄉收到了海军大臣发来的“封缄密令”；同日17：00收到启封命令，17:20前后密令解读完毕，在此前后三笠舰上电讯官收到明治天皇的敕令，言之谓日俄断交已经“只在顷刻”；17：40东乡传令各舰队司令长官、各战队司令、各雷击舰队和鱼雷艇队指挥官、以及各舰舰长在总旗舰三笠集合，召开会议。6日01:00会议召开，持续了大约2小时。
2月6日09：00日军各舰开始陆续从佐世保港出动。首先是第一舰队第三战队出羽重远海军少将的4艘防护巡洋舰最先出港，其后是驱逐队和鱼雷艇队，接着是特务船（日军对非战斗辅助舰艇称呼，当日出动春日丸、日光丸、金州丸）。11:00三须宗太郎海军少将的第二舰队第二战队各装甲巡洋舰（下辖6艘，实际5艘；原战队内的淺間则临时加强给第四战队）。最后是梨羽时起海军少将指挥的第一舰队第一战队（6艘前無畏艦及1艘通报舰）。17:00前后陆军第2师团首批部队2200人则分乘3艘运输船出港，由瓜生外吉海军少将的第二舰队第四战队（辖4艘防护巡洋舰并临时增强1艘装甲巡洋舰）护送着准备前往仁川。
2月7日日军第三战队绕过了济州岛最西侧，抵达了九针岩附近，发现并扣押了一艘俄国蒸汽商船俄罗斯号；16：00第二战队又扣押了俄国商船阿尔泰号。8日08：00担任前出侦察任务的第三战队抵达朝鲜半岛西北小青岛附近，并未在附近海域发现俄国舰队。当天日落时分，第一、第二、第三战队以及各特务舰艇在距离旅顺港约44海里的圆岛锚泊。而日军的5个驱逐队共19艘驱逐舰中，第4、第5驱逐队将启程前往大连（俄方称达利尼）进行夜袭，而夜袭旅顺港的，将会只有第1、第2、第3驱逐队的11艘驱逐舰（因曙号在当天意外与日光丸发生碰撞，舰艏损坏，实际可用的只有10艘）。
日军主要战力：
- 第一战队：三笠、朝日、富士、八島、敷島、初瀨，以及通报舰宫古（日语：宮古 (通報艦)）；
- 第二战队：磐手、吾妻、八雲、常磐、出雲，缺淺間；
- 第三战队：千岁、笠置、吉野、高砂；
- 驱逐队：第1、第2、第3、第4、第5驱逐队共19艘，参加首日旅顺口夜袭的为第1（司令浅井正次郎海军大佐，下辖白雲（日语：白雲 (白雲型駆逐艦)）、朝潮（日语：朝潮 (白雲型駆逐艦)）、霞（日语：霞 (暁型駆逐艦)）、晓（日语：暁 (暁型駆逐艦)））、第2（司令石田一郎海军中佐，下辖雷、胧（日语：朧 (雷型駆逐艦)）、電（日语：電 (雷型駆逐艦)）、曙（日语：曙 (雷型駆逐艦)））、第3驱逐队（司令土屋光金海军中佐，下辖薄雲（日语：薄雲 (東雲型駆逐艦)）、涟（日语：漣 (雷型駆逐艦)）、東雲（日语：東雲 (東雲型駆逐艦)））共11艘；
- 水雷艇队：第9、第14艇队（“水雷艇”即日方对鱼雷艇的称呼）。

### 俄羅斯的部署

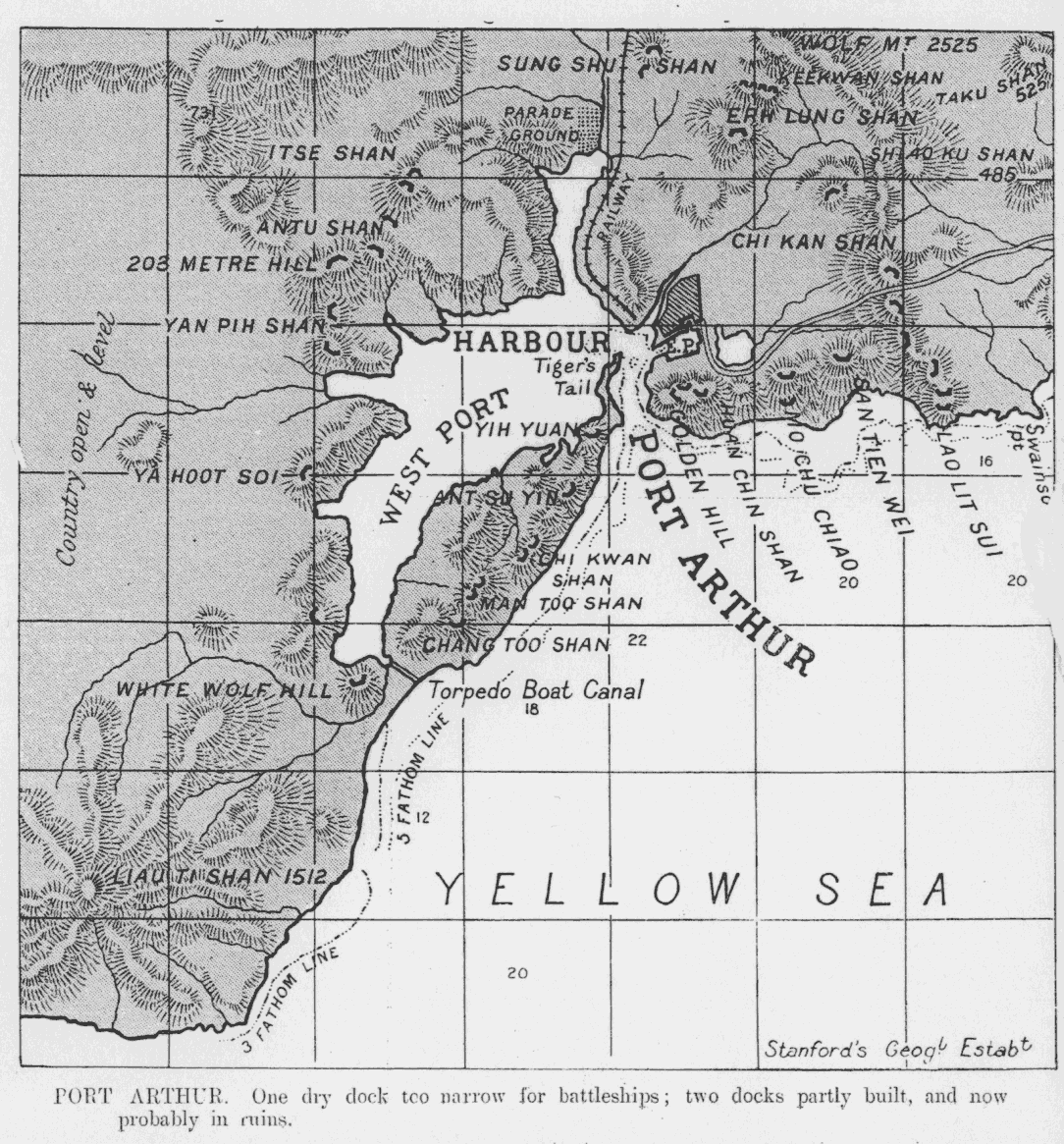
旅顺港地图，水道右侧Huan Chin Shan即黄金山，旅顺要塞最强大的黄金山砲垒群即修筑于此；左侧半岛中部Man Too Shan为馒头山。老铁山位于地图左下角，写成Liao Ti Shan。

俄羅斯战前在远东最主要的海军基地分别为旅顺（俄方称亚瑟港）以及符拉迪沃斯托克（中文旧称海参崴）。旅顺和符拉迪沃斯托克相距达1500公里，两者难以快速互相支援，同时旅顺缺乏足够的物资储备，无法支撑大规模的海上行动，俄羅斯高层有鉴于此，决定俄军在旅顺实行防御性的战略，以旅顺为据点阻止日军在辽东半岛或者朝鲜西海岸登陆；在此期间赢得时间，使得俄羅斯陆军能调集部队赶赴满洲。同时符拉迪沃斯托克分舰队则保留若干舰艇，保持对日本实施通商和军用运输的破袭作战。据此符拉迪沃斯托克分舰队的可用作战力量仅包括3艘老式装甲巡洋舰和1艘防护巡洋舰，不具有单独对抗日本舰队主力的实力。此外俄羅斯海军在各地港口还有少量舰艇配置。
根据这一原则，俄羅斯在战前远东地区的太平洋舰队，主要分为两支分舰队。旅顺分舰队集中了太平洋舰队的绝大部分主力，包括：
- 7艘前无畏舰：彼得罗巴甫洛夫斯克号、塞瓦斯托波尔号、佩列斯韦特号、胜利号、波尔塔瓦号、皇太子号、列特维赞号；
- 1艘装甲巡洋舰：巴扬号；
- 5艘防护巡洋舰：一等巡洋舰帕拉达号、狄安娜号、阿斯科利德号（英语：Russian cruiser Askold）[註 1]；二等巡洋舰诺维克号（英语：Russian cruiser Novik (1900)）、博雅林号（英语：Russian cruiser Boyarin (1901)）；[註 2]
- 2艘鱼雷巡洋舰以及22艘驱逐舰；
- 2艘布雷舰（阿穆尔号（俄语：Амур (минный транспорт, 1898)），叶尼塞号（俄语：Енисей (минный транспорт, 1898)））；4艘砲舰；1艘运输船（安加拉号）。[8]

同时俄羅斯海军在各地还散布着少量其他军舰，包括：
- 符拉迪沃斯托克分舰队的装甲巡洋舰俄罗斯号（英语：Russian cruiser Rossia）、留里克号（英语：Russian cruiser Rurik (1892)）、格罗莫鲍伊号（英语：Russian cruiser Gromoboi），辅助巡洋舰勒拿号；
- 派驻在仁川的防护巡洋舰瓦良格号、砲舰高丽人号；
- 派驻在营口的砲舰北海狮号，以及上海的砲舰满洲里号。[8]

1904年2月8日是东正教圣烛节，同时也是俄羅斯太平洋舰队司令斯塔尔克海军中将妻子的生日。此前在2月6日日本已经召回驻圣彼得堡的公使，2月7日日本正式宣布與俄断交，当天俄驻日公使奉命回国；也是同一天，经奉天通往旅顺的电报线即已被切断。但斯塔尔克误判了日本海军的行动，认为不会立即遭到袭击，依然决定在2月8日当晚，于旗舰彼得罗巴甫洛夫斯克号上举办盛大的宴会。

### 旅顺港
旅顺港是俄国在远东一直梦寐以求的不冻港；港内由细长的水路分为内港和外港。内港水深较浅，吃水较深的大型舰艇容易在退潮时损伤舰底，也会因为潮水位置而堵塞在港内无法出港；但另一方面因为内港水浅，退潮时可以很方便地对船体进行修复。因此开战之初，大型军舰都停泊在较深的外港，而开战后则转移到了内港里。不过由于连接内外港的水道狭窄而且水浅，很容易就被堵塞住。

## 战斗过程

### 首日夜袭

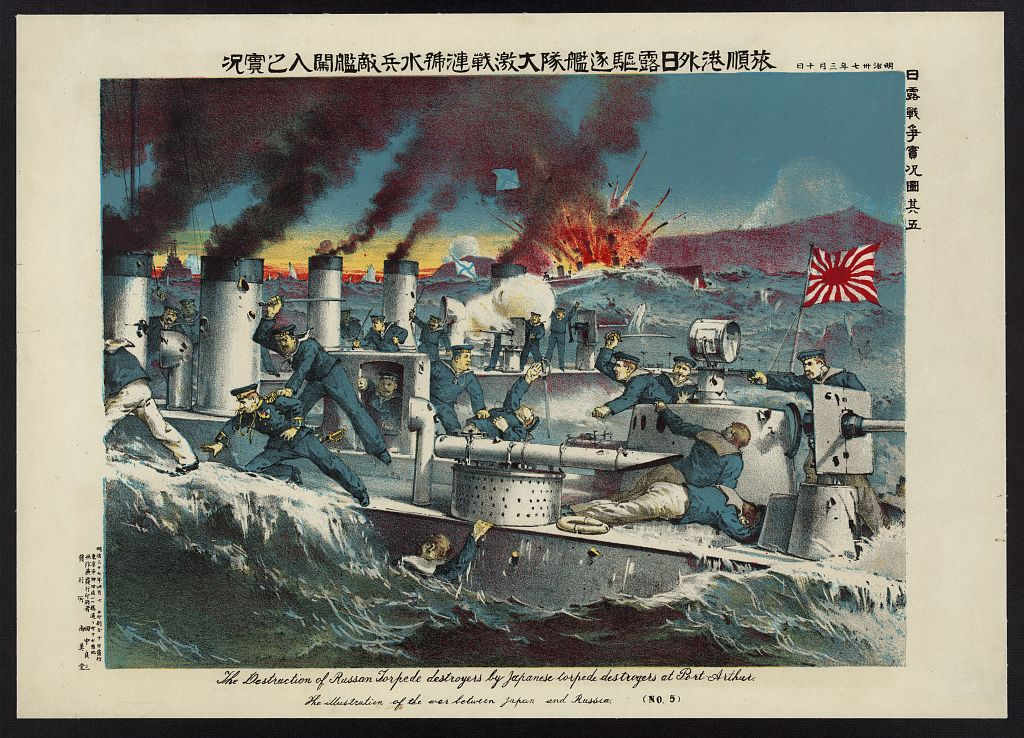
日本刊行的版画，描绘在旅顺港外日本驱逐舰涟号驱逐舰 (雷级)的水兵登上一艘俄羅斯鱼雷驱逐舰进行白刃战的场景

1904年2月8日22:30，夜袭旅顺港的日本驱逐队遭遇两艘俄羅斯巡逻艇。日本驱逐队难以判断俄羅斯巡逻艇是否已经发现了自己；为免惊动港内俄军主力，日军决定不与俄羅斯巡逻艇交战，而是关闭航行灯绕行，但因此在变换阵型时发生了混乱，打乱了编制，其中第2驱逐队的胧号不慎撞上领航的雷号，舰艏损毁脱队，混乱中跟在胧号后方的電号也丢失了领航舰的踪影；而第3驱逐队虽然阵型比较完整，但是却失去了和其他编队的联系。另一方面俄羅斯巡逻艇自知实力相差悬殊，加上司令此前已经有命令禁止擅自开火，因此这两艘巡逻艇佯装没有发现日本的夜袭舰队，而是高速撤离，待接近港口砲台后才试图以灯光信号向砲台方面通报敌情。
没有受到冲撞事件影响的第1驱逐队4艘驱逐舰最先接近了旅顺港。2月9日00:28，领航的白雲发射的鱼雷命中了帕拉达号，帕拉达号中部中雷起火；随后的朝潮向佩列斯韦特号和列特维赞号各发射了一枚鱼雷，其中一枚射失，另一枚则命中列特委赞号舰艏。随后的霞号向帕拉达号和另一艘“有两根长主桅、3根烟囱的大型舰艇”各发射了一枚鱼雷。最后的晓号则分别向已经中雷的列特维赞号和帕拉达号各发射一枚鱼雷，其中向列特维赞号射击的那枚鱼雷由于是在极近距离内发射，能确切确认命中了目标。第2驱逐队由于之前的混乱，只剩下雷号单舰抵近，于是雷号00：35接近俄羅斯舰队，向一艘“3烟囱”的军舰进行了射击，脱离时遭到了阿斯科利德号的砲击，不过没有受损。另一边的第3驱逐队发现队内的涟号走失，搜寻中正好发现之前从第2驱逐队掉队的电号，于是第3驱逐队司令土屋金光海军中佐下令电号尾随，然后00:30从另一个方向发起进攻：领航舰薄雲向狄安娜号发射了全部两枚鱼雷，随后東雲也发射了鱼雷。殿后的电号则向狄安娜号和列特维赞号各发射一枚鱼雷后脱离。01：25与第3驱逐队走散的涟号单舰闯入砲声渐歇的港内，向波尔塔瓦号发射了鱼雷后遁走。当晚最后发起进攻的是胧号，本舰在冲撞后曾因受损航速降低而自行脱队，但在检查后发现并无大碍，于是单独赶往港内，正好赶上涟号发动攻击，使港内俄军到处砲击。01:45胧号趁乱向某“有4根烟囱的军舰”射击后脱离。
虽然当晚日本驱逐舰轮番进行了攻击，但是发射的鱼雷其实大部分都为俄羅斯人铺设的防雷网所拦截，没能对俄羅斯舰队的主力造成太大的威胁。不过日军依然成功命中并瘫痪了3艘俄舰，包括战列舰列特维赞号、皇太子号，和防护巡洋舰帕拉达号。俄军官兵将伤势较重的列特维赞号和帕拉达号拖曳到浅水区抢滩搁浅，皇太子号则因舰艉水密舱破损严重进水而搁浅。虽然三艘军舰都没有真正沉没，但已经失去了航行能力。
日军参与夜袭的3个驱逐队在袭击后即行撤退，2月10日在仁川重新集合。

### 次日海战
1904年2月9日06：00，俄军砲台观察哨发现外海有数股烟柱。07：00，俄军判断来者为日军巡洋舰队，于是下令一直升火待命的阿斯科利德号和巴扬号进入启动程序，其余各舰也陆续开始升火。08：08出羽重远的第三战队靠近到距离旅顺口7000米处，俄军舰艇和砲台一砲未发；出羽判断此迹象表明俄军已经军心涣散。08：09第三战队随即转向东南退出，试图诱使俄舰出港，但诱敌行动无效。于是日军决定直接闯入港内开战。11：15总旗舰三笠发出攻击命令，日军各舰艇以单纵队向港内挺进。另一方面，狄安娜号在完成准备后于08：37出港，此后一直在黄金山以东方向巡逻，其位置正好位于日军舰队前来的路线上。11：30狄安娜号掉头撤退，并向8000米外进逼的三笠射击，但无一命中。 （另有来源则称，最初与日军主力发生接触的俄舰为博雅林号。）
日军舰队从东南方进入港口，11：45距离旅顺口约8500米，日军舰队依次改向正西。根据日军舰队高级指挥官的错误判断，误以为俄军舰队已经丧失斗志，第一战队的12英寸主砲都瞄准了砲台，而只用副砲攻击俄军舰队；但俄军其实早已严阵以待。11：55三笠首先开火，向胜利号射击，不过首发没有命中。其后日舰纷纷开火，采取每1到2艘军舰攻击一艘敌舰的战术，以右舷火力砲击俄舰，彼得罗巴甫洛夫斯克号、波尔塔瓦号、胜利号多次中弹。而俄舰和砲台也随之开火反击。12：11，一发来自黄金山砲台的10英寸砲弹命中三笠右舷，三笠后舰桥部分损毁。不久一发砲弹撕裂了三笠的信号绳，一度造成三笠上的信号旗和战旗落下。12：15，馒头山砲台的一发10英寸砲弹击中了富士的前舰桥，贯穿了舰体，然而未爆，只造成少量伤亡。12：00仅3000吨的诺维克号突然主动向日军舰列冲击。12：07，跟随在第一战队后面的第二战队驶入转向点，各舰加入了砲击的行列；排在第一位的出云正面对着诺维克号的冲锋，排在第三位的八云于是放弃砲击停泊中的俄舰，而是选择攻击诺维克号掩护出云。诺维克号随即掉转船头迎向八云，1发4.7英寸砲弹命中八云的前桅；而八云的砲击则对诺维克号造成了相当的损害，最重要的命中是一发8英寸砲弹，击中了诺维克舰体中部，破坏了舰上的锅炉，导致诺维克号航速下降。受创的诺维克号被迫掉头，中途趁机向磐手号发射了鱼雷，然后撤退。由于是在仓促之下发射，鱼雷并未命中日舰。诺维克号也是当天整场砲战中唯一一艘主动进攻的俄舰。12：15日本第三战队加入了砲击，由于第三战队最晚加入，随着第一、第二战队的退出，俄军火砲逐渐转移到第三战队上，使防护相对薄弱的第三战队承受了相当大的压力。
12：20，眼见情况不妙，东乡发出了撤退的命令，日舰遂冒着俄军火砲转向南撤出港口。撤退过程中，初濑受到两发命中，而敷岛受到一发命中；整场战斗日军战列舰总共受到7发命中。第二、第三战队亦有损伤。12：45日舰完全撤出，停止了射击，驶往仁川；为免遭到俄军追击，第一、第二战队先驶向外海，然后才折向仁川，但俄军并没有出港。2月10日08：00，第一、第二、第三战队重新会合。

## 后续战斗

### 俄军的反应

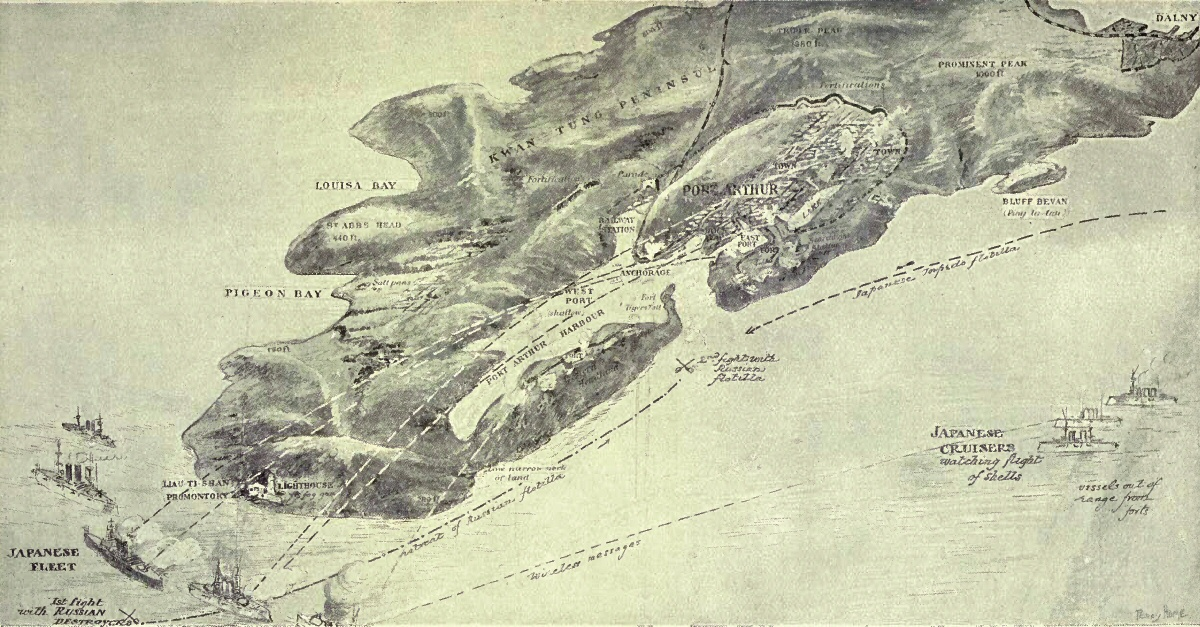
1904年2-3月间日军舰艇对旅顺港的攻击

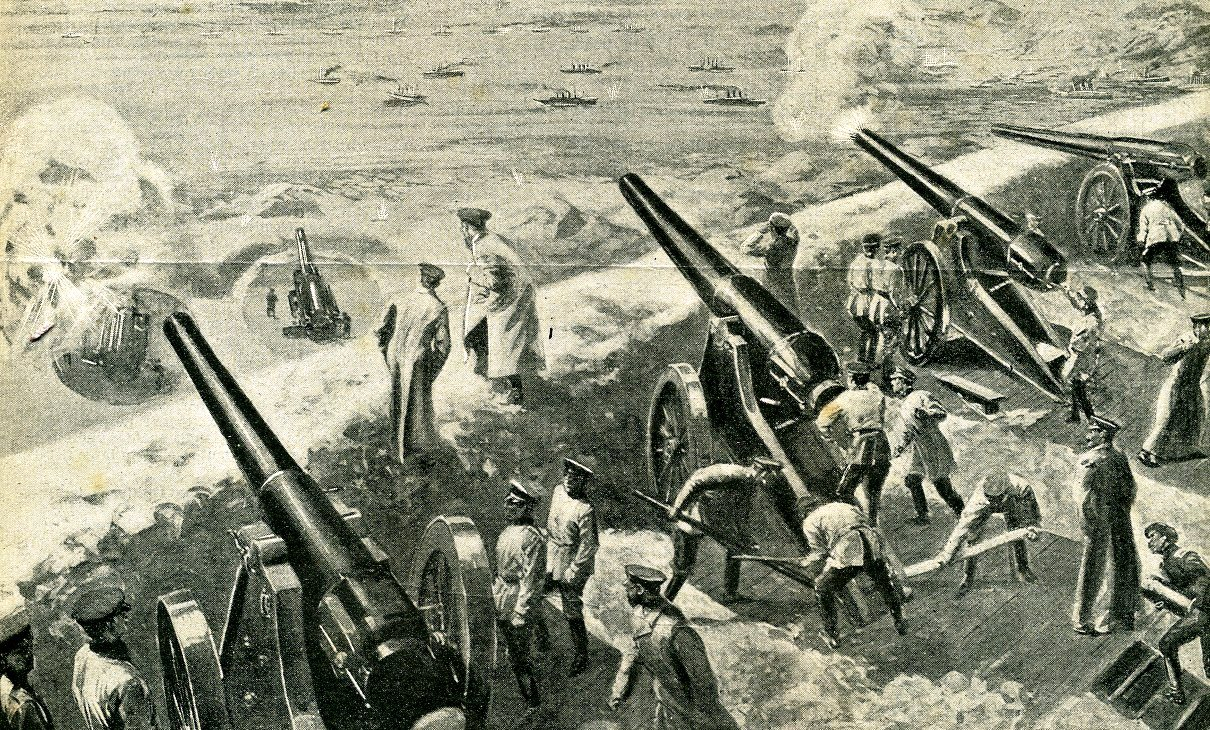
黄金山砲台最初的砲击

1904年2月11日，俄羅斯布雷艇叶尼塞号开始在旅顺港入口处布雷，但22：00左右，其中一颗水雷在海水冲刷之下碰上了叶尼塞号的船舵引发了爆炸，叶尼塞号随之沉没，船上200名乘员中有120人死亡。随着叶尼塞号一起沉入海底的还有俄军唯一一份雷区指示图。防护巡洋舰博雅林号奉命前来救援，但08：16博雅林号自己也触雷，爆炸在左舷形成破洞。博雅林号的船员试图让这艘巡洋舰靠岸搁浅，但博雅林号倾斜的速度太快，船员只能弃舰撤离。已经无人的博雅林号一开始并没有沉没，先是被海浪冲到岸边，俄军曾派人登船检查，认为值得修复；然而当晚因为风暴，再次把博雅林号冲回海里，此后可能至少再次触雷一次，最终沉没。

### 日军第二次攻击
日本海军计划再度使用驱逐艦进行鱼雷夜袭，第二次的攻击交由第4、第5驱逐队执行。这两支部队在1904年2月8日晚受指派前往大连夜袭，但当晚大连港内并无俄军艦艇停泊，因此两支队伍空手而回。2月11日17时出羽的第三战队护送两支驱逐艦部队从牙山湾出港，但2月12日从早上起就开始下雪，同时刮起了强劲的西北风，驱逐队各艦只能在小青岛一带暂避。当天第5驱逐队为躲避风雪更换了停泊位置，导致中止行动、返回仁川的消息未能及时送到。2月13-14日深夜间村雨返回仁川，第4驱逐队总算勉强凑到了3艘驱逐艦，而第5驱逐队迟迟未能现身，日军指挥官决定不再等待，而是让第4驱逐队立即单独出动。第4驱逐队在路上遇到了掉队的春雨，遂让其入列，继续赶往旅顺；不久村雨因燃煤和淡水不足被迫返回朝鲜进行补给，导致袭击的驱逐艦还是只有3艘（速鸟、朝霧、春雨）。14日凌晨3、4时左右，3艦抵达了旅顺口外，发现了在港外警戒的5艘俄国驱逐艦，并对其中一艘停止状态的军艦发起了鱼雷攻击。岸上砲台发现了日军驱逐艦，对其开砲还击，干扰了日军驱逐艦的行动，鱼雷射失。第4驱逐队也并未恋战，稍作攻击便匆匆撤退。

### 日军第三次攻击
1904年2月18日，东乡下令发动对旅顺港的第三次攻击，同时也是日军第一次尝试阻塞旅顺港。作战计划预定用征用的运输船充当阻塞船在港口航道处自沉；阻塞船船员弃船后由鱼雷艇进行收容；驱逐舰前出至附近警戒；各战列舰、巡洋舰在后随时支援。2月20日8时，第三战队、第5驱逐队以及阻塞船队从朝鲜西南岸先行出发；中午第一、第二战队、第4驱逐队从同一地随后起行。仁川方面，同日16时鱼雷艇队出港；21日第1驱逐队出港。各舰队陆续在朝鲜西北海岸集合，不过此时天气情况恶劣，行动被迫推迟。22日下午至23日各队再度启程，这次气象条件良好。
2月23日23:50，负责护卫阻塞船队的第5驱逐队（司令真野严次郎海军中佐，下辖陽炎、不知火、叢雲、夕霧）率先抵达老铁山下。当晚半月低斜，黄金山、城头山、白银山等处的俄军砲台用探照灯搜索海面。真野决定等到月色更暗一些再发动攻击，于是指挥驱逐队沿山一路避开探照灯摸上前去。24日01:30，第5驱逐队发现黄金山旁驻扎有数艘俄舰，真野当即下令攻击，4舰各自寻找目标发射了一通鱼雷，随后向外撤退，回到警戒位置上。
第1驱逐队和鱼雷艇队护卫着船队在2月24日00:30抵达预定位置。此时月色昏暗，月亮即将没入地平线，但俄军戒备森严，阻塞船队先停留在老铁山西南等待时机。03:40俄军的探照灯发现了进行侦察的鱼雷艇，并开始砲击，赶走了这些小艇。过了一阵子俄军也停止了砲击。04:15，阻塞船团5艘（天津丸、报国丸、仁川丸、武阳丸、武州丸）依次向港内突击。俄军砲台发现了阻塞船队，报以猛烈的砲击，使得船团没能把港口彻底堵上。事后第9、第14鱼雷艇队冒着砲火前往救援，收容了天津丸、报国丸和武阳丸三艘船上的乘员。而仁川丸、武川丸两船船员在撤退途中，偶然遇到对方船员，于是一同行动，最终设法返回舰队。
2月25日01:30第4驱逐队潜行至黄金山、馒头山一带时，遭遇突发事件，俄军探照灯把前一天的日本阻塞船的残骸当作是来袭日舰，大小砲台以及巡逻舰艇一阵猛打，但并没有发现就潜伏在附近的第4驱逐队。03:03第4驱逐队向某艘俄舰发射了鱼雷，目标虽然射失，但该舰对此却也浑然不知。其后第4驱逐队退走，到半路俄舰终于察觉到真正的日本袭击舰的位置，打了一通，双方均无命中。
2月25日09:11，得闻俄舰动向的东乡率领第一、第二战队靠近到港外6海里处，对诺维克号及5艘驱逐舰进行砲击。俄军巴扬号前来支援，俄舰且战且退回到港内，日军也不敢进入砲台射击范围以内，09:58草草罢战。11:43日军第一、第二战队在鲜生角以南约10海里处对港内进行间接射击，俄舰巴扬号、阿斯科利德号、诺维克号以及各砲台给予还击。到中午俄舰再度退入港内，12:19-12:25日舰也陆续停止了砲击，因为砲击距离过远，命中有限，阿斯科利德号受伤最严重，中部的12英寸砲弹殉爆导致两门火砲损坏，巴扬号烟囱中弹，诺维克号也受了轻伤。同一时间，第三战队在老铁山一带进行警戒，10:40发现了俄军驱逐舰并进行追击，其中俄舰可畏号在追逐中触礁，次日自沉。日军忌惮俄国砲台，因此都只在砲台射程以外进行远距离射击。

### 日军第四次攻击

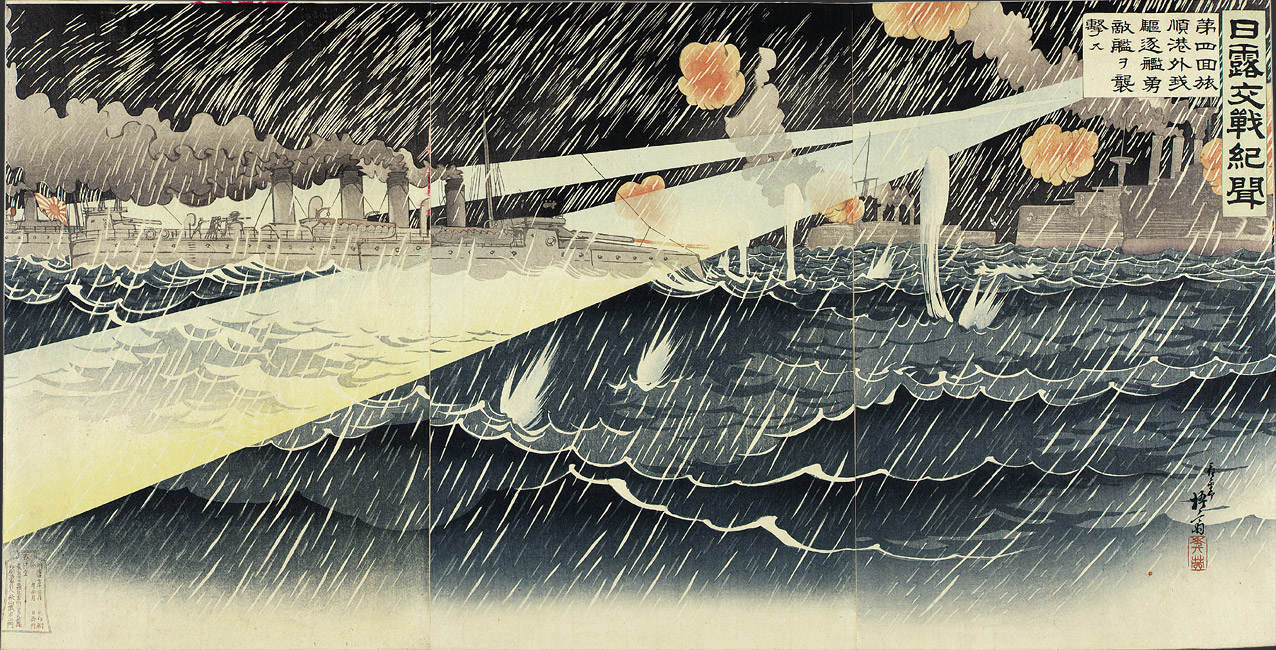
右上文字“日俄交战纪闻 第四回旅顺港外域驱逐舰英勇袭击敌舰”

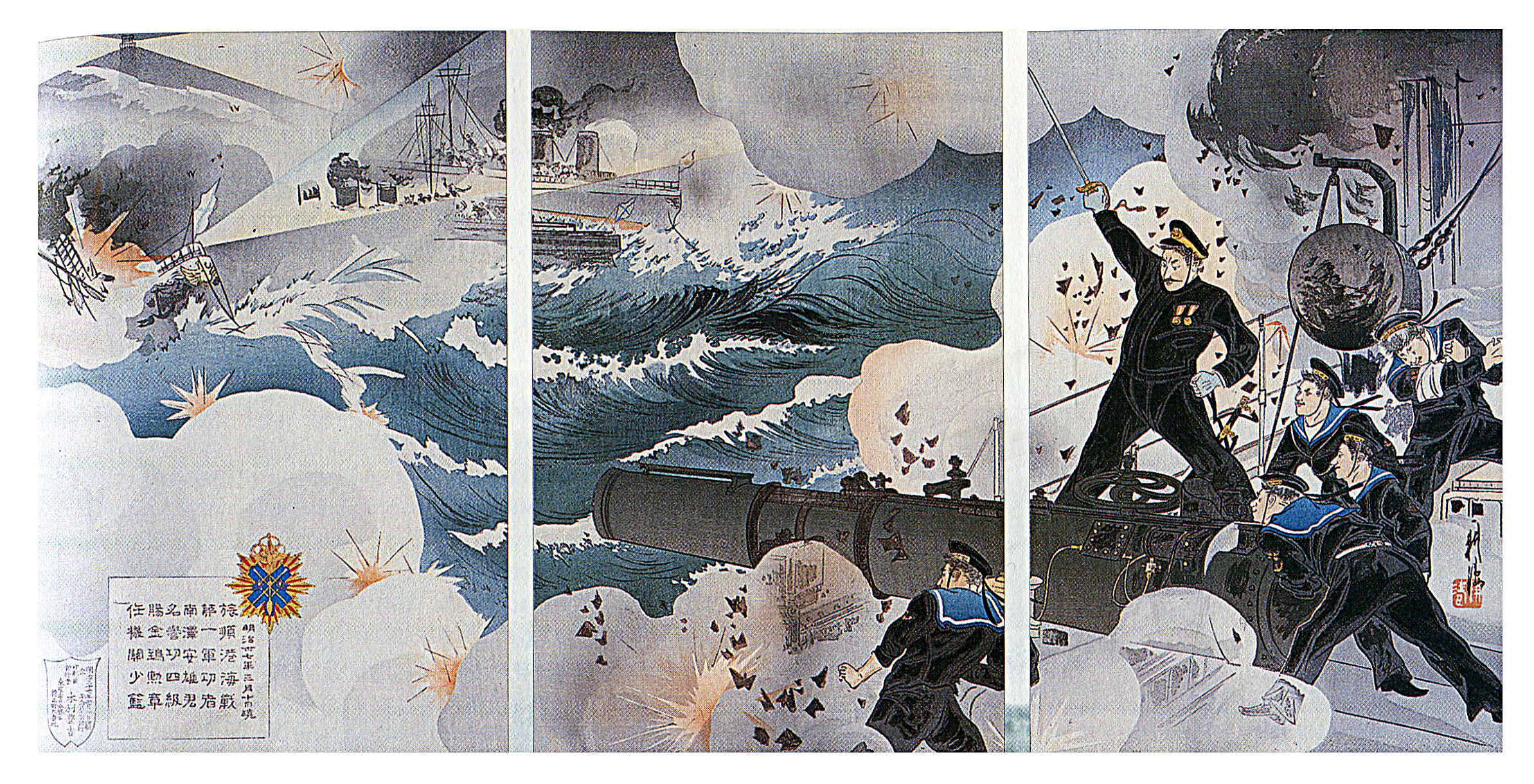
日军对在第四次旅顺港海战中获军功第一者的表彰宣传画

日俄双方舰队持续在旅顺港一带僵持的时候，1904年3月8日，马卡罗夫海军中将替换斯塔克，就任太平洋舰队旅顺分舰队司令。马卡罗夫的到来给予了困守港内的俄军莫大的鼓舞，同时俄军受损舰艇也陆续进行修复；另一边，日军舰队抽调部分舰艇前往大同江掩护陆军的登陆，联合舰队主力也要有所行动，策应陆军的作战。有鉴于此，日军决定再次对港内俄军发动进攻。
1904年3月10日深夜00:15，第3驱逐队在港外徘徊，俄国人一通砲击将日舰赶走。凌晨时分，第1驱逐队又潜入抵达旅顺口附近，04:35俄军警觉开砲，部分俄舰出港追击。双方交手各有死伤，不过都没有舰艇损失。第1驱逐队撤离，俄舰也退回港内。但07:00，依然在附近逗留的第3驱逐队发现返程中的俄国驱逐舰，随即发起追击。追逐战中警惕号受重创瘫痪，日舰试图靠近将其捕获，无奈俄军派来救援的巴扬号、诺维克号赶到，日军只能放弃捕获警惕号的想法撤走。第四战队（千岁、高砂、常磐）奉命支援，掩护日军驱逐队撤退，同时干扰俄舰抢救。警惕号最终沉没，日军伤亡轻微。
10：08开始日军第一战队（初濑、敷岛、八岛）对港内进行间接射击。港内俄军因为正处于低潮，无法出动。第三舰队则对三山岛进行了一轮砲击。日军的射击缺乏瞄准，几乎没有取得命中。俄舰只有列特维赞号挨了一发砲弹，但没有穿透装甲；另有一发掠过舷梯命中船坞，碎片飞溅反而造成了一定的损失。黄金山砲台的胸墙中了一发砲弹。

### 日军第五次攻击

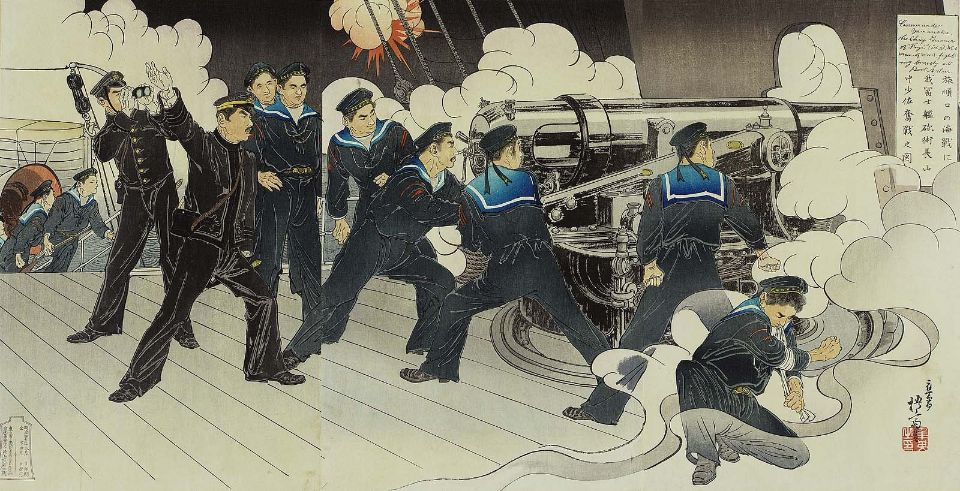
日军宣传旅顺口海战中富士号砲术长山中海军少佐的宣传画

1904年3月22日凌晨，第4、第5驱逐队与俄军巡逻舰艇展开交战，互交白卷。
天亮以后，日军第一战队（富士、八岛）两舰按惯例在10:45对港内俄军进行间接射击。俄军则针锋相对地在陆地上新设立了观测所，用以指挥砲台和港内俄舰进行射击以反击。此外，新任司令马卡罗夫对俄军进行大力整顿，俄军也一扫之前被动应对的方式，积极应战。俄军首先派出阿斯科利德号、诺维克号和狄安娜号前出支援巴扬号对付日舰，同时主力开始升火。10:42彼得罗巴甫洛夫斯克号率先出港，其后紧跟着波尔塔瓦号，后面一群大小军舰也蜂拥而至。留在港内的列特维赞号也开火回击。兵力劣势的日军选择了退避。

### 日军第六次攻击
1904年3月27日凌晨，日军再次动用4艘船只（千代丸、福井丸、弥彦丸、米山丸）充当阻塞船，发动第二次阻塞作战行动。第1、第2、第3驱逐队以及第9艇队为阻塞船队提供支援。03:30俄军首先发现1号阻塞船千代丸的行踪，在俄军砲台和驱逐舰的双重打击下千代丸在黄金山脚水道口爆炸沉没。接着鱼雷驱逐舰猛烈号用鱼雷击中福井丸，船内的自沉用炸药殉爆，福井丸迅速沉没，船长廣瀨武夫海军少佐在撤离前因搜救困于船中的部下而延误时机战死，日后日本方面将廣瀨奉为军神。果断号则击沉了弥彦丸。日军4艘阻塞船最终只有米山丸成功到达水道中央，然而受到鱼雷击中，最终沉没于水道左岸。在交战中，猛烈号轮机舱遭到日军驱逐舰命中，重创搁浅。
天亮之后俄舰继续出港活动，巴扬号、诺维克号等巡洋舰随同胜利号、波尔塔瓦号、彼得罗巴甫洛夫斯克号出港，日军第二次阻塞作战再次宣告失败。

### 日军第七次攻击

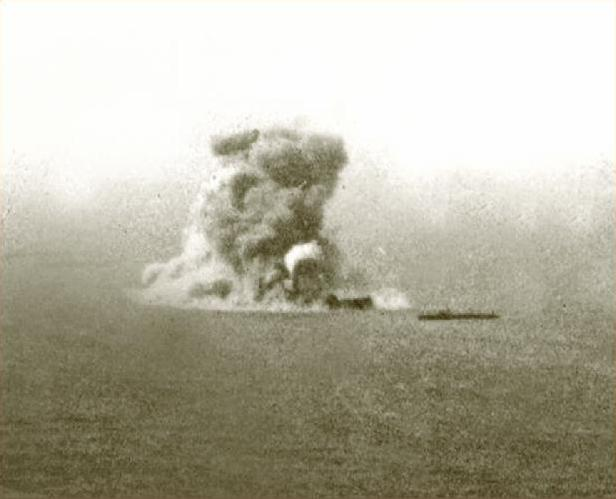
触雷沉没的彼得罗巴甫洛夫斯克号

鉴于第二次阻塞行动效果依然不能令人满意，联合舰队司令部被迫依然维持对海峡的封锁，同时策划在1904年4月7日发起第七次攻击。由于天气恶劣，行动被迫推迟到了4月12日。在等待期间，日军战前抢购得来的两艘装甲巡洋舰春日、日進加入了战斗序列。
4月12日17:40，参加作战的第4、第5驱逐队、第14艇队以及布雷舰蛟龙丸离开圆岛泊地，向旅顺港进发。当晚蛟龙丸趁夜色完成了布雷，未有被俄军发现。13日06:15，担任警戒任务的第2驱逐队与俄军巡逻中的驱逐舰可怖号交战。日军凭优势火力迅速重创可怖号，使其完全停了下来，而自身仅有一艘驱逐舰（雷）受了轻伤。日舰试图靠近可怖号，但这时巴扬号杀了出来，日军驱逐舰见状退去。可怖号于7时左右沉没。
巴扬号赶走了日军驱逐舰不久，就与在港外游弋守候多时的日军第三战队交火。不多时，马卡罗夫亲自率领3艘战列舰、3艘巡洋舰以及9艘驱逐舰出港迎战，支援巴扬号。第三战队按惯例试图诱出俄舰，09:05退往日军主力的方向。09:15俄军见日军第一战队出现在水天线处，也按惯例试图退回港内。就在这时，10:32彼得罗巴甫洛夫斯克号触雷，发生了巨大的爆炸，黑烟冲天；俄顷又有一艘俄舰胜利号也触雷受伤。其中彼得罗巴甫洛夫斯克号由于弹药库殉爆而迅速沉没，马卡罗夫海军中将当场战死。
1904年4月14日，俄国任命时任黑海舰队司令尼古拉·斯克里德罗夫海军中将接替战死的马卡罗夫接任太平洋舰队司令。但由于日军的封锁，斯克里德罗夫一直滞留在符拉迪沃斯托克，未能到旅顺港赴任。战地则由时任俄国远东海陆军总司令叶夫根尼·伊万诺维奇·阿列克塞耶夫海军上将暂代，在塞瓦斯托波尔号上直接指挥旅顺分舰队。此后俄军舰队再也没有实行积极的反击。5月4日，得知日本陆军实行了大规模的登陆后，阿列克塞耶夫立即撤往奉天，而将舰队交由威廉·维特捷夫特海军少将指挥。

### 日军第八次攻击
1904年4月14日夜晚至4月15日凌晨，日军出动第2、第4、第5驱逐队及第9艇队抵达旅顺口，没有发现俄舰。4月15日早上，第三战队前往旅顺口掩护驱逐队等返回，同时试图再次诱使俄军出动，但俄军并没有出动出击，第三战队无功而返。第一战队向俄军阵地发动间接射击，俄舰依然没有出港应战。

### 第三次阻塞行动
1904年5月2日，日军出动12艘船，第三次试图阻塞港口。因为天气恶劣，行动总指挥林三子雄海军中佐下令中止行动。后续部队收到命令后停止了行动，然而前8艘阻塞船和回收队没有收到命令，继续前进。俄军砲台又一次阻止了日军阻塞船前进。这次行动死伤众多，依然以失败告终。

### 俄舰突围
困守港内的俄军曾两度试图突围，第一次是在1904年6月23日，旅顺分舰队试图驶往符拉迪沃斯托克，但很快就撤回旅顺港内。同年8月10日，旅顺分舰队再度尝试突围，途中遭遇堵截的日军舰队，黄海海战爆发；虽然双方不分胜负，但是俄舰再度撤回港内，第二次突围也终告失败。此后旅顺分舰队就一直停留在港内，没有再次尝试突围。

### 水雷战
彼得罗巴甫洛夫斯克号沉没后，日军受到鼓舞，决定扩大布雷范围。同年8月开始，日军投入改装砲舰，进行了19轮布雷活动；此外同年6月至12月间，也投入舰载布雷艇进行布雷。包括饵雷在内，日军在旅顺港外共投放水雷1703颗；投放区域长达9公里。
另一方面，虽然守在港外的日军舰队虽然再没有在开阔洋面上跟旅顺分舰队交手，但俄军在港外布下的水雷依旧给日军造成了不少麻烦。维特捷夫特海军少将在1904年5月5日曾下令，让布雷舰阿穆尔号针对在港外游弋的日本舰队的航线进行布雷。5月14日，阿穆尔号舰长伊凡诺夫擅自决定超出计划布雷区域，在离港11海里处进行布雷。5月15日06：20左右，日军战列舰八岛、初濑先后在老铁山海湾外触雷，两艘万吨巨舰都各自至少触发了两颗水雷，此后迅速沉没。这一天是号称日本海军历史上最黑暗的一天，日本战前费尽苦心打造的“六六舰队”，其主力舰瞬间就消失了三分之一。但由于海军方面严密封锁此事，如此惨痛的损失并没有对日本军民的士气造成很大打击，俄国方面也并未知晓自己取得了如此重大的战果。
水雷带给日军的损失还在继续增加。1904年9月18日，2100吨的砲舰平遠在鸠湾洋面触雷沉没；11月30日，2440吨的防护巡洋舰濟遠在同一地点再次触雷沉没。12月13日，4160吨的高砂在执行旅顺港封锁作战时在港外南边的雷区触雷沉没。

## 结局
旅顺口海战双方基本不分胜负，日军仅仅瘫痪了数艘俄军大型军舰，但在企图进一步扩大战果时，由港内的俄军舰队及砲台联手击退。从这一点上看，俄军勉强小胜。由于旅顺分舰队总体避战，双方在首日以及随后数月的水面战斗中，都没能成功消灭对方的主要军舰，倒是水雷立下了大功，日军损失两艘主力舰，而俄军沉没一艘。
然而从战争整体进程来看，日军成功地将俄羅斯在远东的绝大部分海军力量牢牢封锁在港内，在战争的大部分时间内掌握了朝鲜半岛海域的制海权，日军在战争中的海运行动基本没有受到俄羅斯海军的阻挠；俄羅斯在远东仅有符拉迪沃斯托克分舰队的少量老旧巡洋舰可以自由运用，缺乏对日本的海运和沿岸城镇实质性的打击。
但另一方面，由于俄羅斯太平洋舰队旅顺分舰队持续保持存在，而且主力舰大多完好，导致日本海军主力也始终被同步束缚在旅顺港外，无法尽全力消灭弱小的符拉迪沃斯托克分舰队。由于海军一直无法单独消灭旅顺分舰队，日军只能动用乃木希典的第三军从陆路不顾伤亡地强攻防守严密的旅顺要塞，其伤亡之巨大，令日本舆论哗然。同时因为第三军进展缓慢，大量后备军力源源不断地投入到旅顺中去，导致在奉天等战场的日军也长期处于兵力不足的情况，多次出现只能击退俄军、但无力追击歼灭撤退中的敌人的情况。
俄军方面，旅顺分舰队长期处于被动的局面，虽一度振作，但随着马卡罗夫的战死再次一蹶不振。数月后的黄海海战断送了旅顺分舰队最后的突围希望，转而指望从波罗的舰队抽调组成的第二太平洋舰队的救援。随着地面战事的发展，港内俄军将越来越多的海军水手抽调去防守要塞，也从各受损舰艇上拆除舰砲搬到岸上协助防御，旅顺分舰队再也没有了出航的可能性。至于赶来救援的第二太平洋舰队，由于路途遥远，以及日本的盟国英国的阻挠，还在半路中时，旅顺要塞即已陷落，旅顺分舰队亦告覆灭。但旅顺分舰队最终是被日本陆军重砲所摧毁的；其与日本联合舰队，在旅顺口海战以及后续的黄海海战中，始终没有进行过决定性的会战，双方的数次主力遭遇在短暂接触后即有一方主动退却。虽然，双方后来仍然在对马海峡迎来正面对决；参战方为俄羅斯第二太平洋舰队、第三太平洋舰队，和日本帝国海军的联合舰队。这也将会是前无畏舰时代规模最大的海上战斗。